# Christian Hjermind
Christian Hjermind (25 de julio de 1973 en Copenhague) fue un jugador de balonmano Danés. Su último equipo fue el KIF Kolding. También fue uno de los componentes de la Selección de balonmano de Dinamarca, con 170 internacionalidades en su haber.

## Clubes
| Club                   | País      | Temporadas  |
| ---------------------- | --------- | ----------- |
| Virum-Sorgenfri HK     | Dinamarca | - 1994      |
| HIK Kopenhagen         | Dinamarca | 1994 - 1996 |
| SG Flensburg-Handewitt | Alemania  | 1996 - 2001 |
| BM Ciudad Real         | España    | 2001 - 2003 |
| KIF Kolding            | Dinamarca | 2003 - 2007 |
| BM Ciudad Real         | España    | 2007 - 2008 |
| KIF Kolding            | Dinamarca | 2008 - 2009 |

## Palmarés

### BM Ciudad Real
- Copa del Rey (2003)
- Recopa de Europa (2002, 2003)

- Datos: Q353186